# Uszty-dzsegutai járás

Az Uszty-dzsegutai járás Karacsáj- és Cserkeszföldön

Az Uszty-dzsegutai járás (oroszul Усть-Джегутинский район, karacsáj nyelven Джёгетей Аягъы район) Oroszország egyik járása Karacsáj- és Cserkeszföldön. Székhelye Uszty-Dzseguta.

## Népesség
- 1989-ben 46 136 lakosa volt.
- 2002-ben 52 196 lakosa volt, melyből 31 697 karacsáj (60,7%), 12 804 orosz (24,5%), 4 666 abaz (8,9%), 669 cserkesz, 241 ukrán, 116 nogaj, 95 oszét, 19 görög.
- 2010-ben 50 641 lakosa volt, melyből 34 938 karacsáj (69,3%), 11 047 orosz (21,9%), 2 252 abaz (4,4%), 438 cserkesz, 76 nogaj.

Az abaz nemzetiségű Kubina települést az Abaza járáshoz csatolták, így az abazok száma csökkent a járás területén. A 2010-ben a járás területén élő abazok, főleg Uszty-Dzsegutában éltek.